# Заґуже (Каменський повіт)
Заґуже (пол. Zagórze) — село в Польщі, у гміні Волін Каменського повіту Західнопоморського воєводства.
Населення — 137 осіб (2011).

## Демографія
Демографічна структура станом на 31 березня 2011 року:
|          | Загалом | Допрацездатний вік | Працездатний вік | Постпрацездатний вік |
| -------- | ------- | ------------------ | ---------------- | -------------------- |
| Чоловіки | 70      | 19                 | 44               | 7                    |
| Жінки    | 67      | 10                 | 34               | 23                   |
| Разом    | 137     | 29                 | 78               | 30                   |